# Tambor de cuerdas

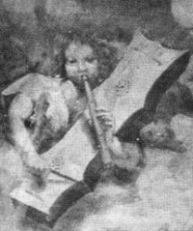
Ángel tocando una flauta junto a un tambor de cuerdas. Pintura al fresco en la cúpula del Convento de la Concepción en Épila, Zaragoza

El tambor de cuerdas o psalterium es un instrumento musical que consiste en una caja de resonancia con cuerdas tensadas de lado a lado sobre su superficie. 
Se usa como acompañamiento rítmico de una flauta. Es conocido en Francia como tambourin de Béarn, ttun-ttun en País Vasco y salterio o chicotén en Aragón. Se cuelga sobre el brazo o sobre el hombro del tocador, que usa la mano del mismo lado para tocar la flauta, mientras toca las cuerdas con una baqueta en la otra mano. Los juegos de 3 órdenes de 6 cuerdas (puede tener hasta 10 cuerdas) se afinan en octavas de la tónica de la flauta, por ejemplo Cc Cc Cc o Dd Dd Dd; o en la tónica y la quinta de la flauta de forma salteada, por ejemplo C G C G C G o G D G C G D.
En Aragón se ha conservado en zonas del Pirineo occidental, concretamente en La Jacetania. Su uso quedó relegado para los dances rituales en pueblos como Yebra de Basa, Jaca, Aragües del Puerto, Embún o Jasa, acompañado de una flauta de tres agujeros llamada chiflo forrada de piel de culebra. Alfonso Villacampa, músico de Yebra de Basa, fue grabado por Alan Lomax cuando estuvo por España viajando y grabando la música popular. Su interpretación se puede encontrar en el disco The Spanish Recordings: Aragón & València.